# Giampaolo Bertuzzi
Giampaolo Bertuzzi (Piacenza, 17 agosto 1964) è un musicista e cantante italiano.

## Biografia
Nel 1988 incontra Marco Tansini e Simona Zanini (Tanzan Music) e collabora alle produzioni.
Nel 1992 partecipa al Festival di Sanremo col brano Un altro mondo nell'universo e di seguito al Nuovo Cantagiro.
Dal 1993 al 1998 suona, canta e scrive nel gruppo Shout!, cover band dei Beatles (Premio nazionale nel 1995 quale miglior cover band), intraprendendo una lunga collaborazione con il chitarrista Roby Fancini, il bassista Franz Dondi, il batterista Sandro Ravasini, il chitarrista Giacomo Fava ed ospitando interventi di noti personaggi dello spettacolo quali Riccardo Fogli, per il quale scrivono Darlin' I love you, Andrea Fornili (chitarrista degli Stadio), Giorgio Faletti.
Per l'UNICEF nel 1996 il brano Per quando Natale non è di G.Bertuzzi/R.Facini/G.Faletti, si aggiudica il primo posto come la miglior canzone di Natale.
Nel 1999 produce per Electromantic music un album di orientamento "beat".
Nel 2000-2001 si trasferisce a vivere a Tenerife.
Attualmente ha ricostituito un gruppo di cover per la sua grande passione, i Beatles, e continua a scrivere orientandosi decisamente verso uno stile pop.

## Discografia
- 1992 - Un altro mondo nell'universo per Warner Music (CGD) edizioni Tanzan Music
- 1995 - A Corner of Heaven (Indie)
- 1996 - Per quando Natale non è (Edizione Salone Margherita Television)
- 1998 - I've Got a Feeling (Edizioni Electromantic Music)